# Wolfgang Weber (Historiker, 1964)
Wolfgang Weber (* 1964 in Dornbirn) ist ein österreichischer Historiker.

## Leben
Wolfgang Weber studierte Geschichte an den Universitäten Innsbruck, Salzburg, Klagenfurt, Wien, Essex, am University College London und an der FU Berlin. Er wurde 1997 an die University of Derby (UK), 1999 an die University of Wolverhampton (UK) und 2005 als Professor für Geschichte und Sozialkunde an die im Jahre 2007 gegründete Pädagogische Hochschule Vorarlberg in Feldkirch berufen.
Weber war von 1994 bis 2011 Leiter des Verwaltungsarchivs am Vorarlberger Landesarchiv in Bregenz. Seit 2005 ist er als Dozent an der Universität Innsbruck tätig.

## Auszeichnungen
- 1996: Ludwig-Jedlicka-Gedächtnispreis
- 2001: Sprachpreis der Dr.-Emmi-Herzberger-Stiftung

## Publikationen
- mit anderen: Spurensuche. Dokumentation zur internationalen Tagung über die Rolle der ‚Neuen‘ historischen Methoden in der Regionalgeschichte. Dornbirner Geschichtstage 29. Mai bis 1. Juni 1991, Roderer Verlag, Regensburg 1993, ISBN 3-89073-590-8.
- mit Jürgen Weber: Jeder Betrieb eine rote Festung! Die KPÖ in Vorarlberg 1920–1956 (= Schriftenreihe der Rheticus-Gesellschaft, Band 32). Dornbirn 1994, ISBN 3-900866-35-X.
- mit Werner Adelmaier, Karl Heinz Burmeister: Arbeitstransparente Geschichte und Sozialkunde. Ausgabe Vorarlberg. 4. Klasse Hauptschule und allgemeinbildende höhere Schule. Vom Ende des Ersten Weltkrieges bis zur Gegenwart. ÖBV, Wien 1995, ISBN 3-215-07845-7.
- mit anderen: ?Zeitenwende? Das Kriegsende 1945 in Vorarlberg, Süddeutschland und der Ostschweiz. Symposion des Vorarlberger Landesarchivs zum Kriegsende 1945 im Bodenseeraum, 28. April 1995, Vorarlberger Verlagsanstalt, Dornbirn 1995, ISBN 3-85430-233-9.
- Von Jahn zu Hitler: Politik und Organisationsgeschichte des deutschen Turnens in Vorarlberg 1847–1938. Mit einem Geleitwort von Hannes Strohmeyer (= Forschungen zur Geschichte Vorarlbergs, N.F., Band 1). UVK, Universitätsverlag Konstanz 1995, ISBN 3-87940-543-3 (Dissertation Universität Innsbruck 1994, 311 Seiten).
- Deutschnationale Politik und Körperkultur am Bodensee. Das Beispiel Vorarlberg (= Schriften des Vereins für Geschichte des Bodensees und seiner Umgebung, Band 116, Jahrgang 1998, OCLC 891750033, S. 137–151; Digitalisat).
- mit Werner Matt: Schwarzrotgold'ne Banner küssen. Die Jahre 1848/49 als Zeitenwende im Bodenseeraum. Universitätsverlag, Konstanz 1999, ISBN 3-87940-643-X.
- Mass of Trash or Veins of Gold? An Investigative Report on the Relationship Between Oral History and Archives. Roderer, Regensburg 2000, ISBN 3-89783-103-1.
- mit Franz Mathis: Vorarlberg. Zwischen Fußach und Flint, Alemannentum und Weltoffenheit. Schriftenreihe des Forschungsinstituts für politisch-historische Studien der Dr.-Wilfried-Haslauer-Bibliothek 6/4, Böhlau, Wien 2000, ISBN 3-205-98701-2.
- Hobelspäne. Landtagswahlkämpfe, Parteien und Politiker in Vorarlberg von 1945 bis 1969 (= Schriftenreihe der Rheticus Gesellschaft, Band 43), Rheticus, Feldkirch 2004, ISBN 3-900866-79-1.
- mit Claudio Ambrosi: Sport und Faschismen / Sport e Fascismi (= Geschichte und Region/Storia e regione 13, Band 1 ISSN 1121-0303), StudienVerlag, Innsbruck-Wien-Bozen 2004, OCLC 122932845 (deutsch und italienisch) (Digitalisat).
- mit Walter Schuster: Entnazifizierung im regionalen Vergleich. Archiv der Stadt Linz, Linz 2004, ISBN 3-900388-55-5.
- mit anderen: Regionalgeschichten – Nationalgeschichten. Festschrift für Gerhard Wanner zum 65. Geburtstag (= Schriftenreihe der Rheticus Gesellschaft, Band 44), Rheticus, Feldkirch 2004, ISBN 3-900866-83-X.
- mit Archive und Museen. Annäherungen an zwei Kulturproduzenten. Referate des 16. Vorarlberger Archivtages 2006, Kleine Schriften des Vorarlberger Landesarchivs 2, Vorarlberger Landesarchiv, Bregenz 2007, ISBN 978-3-9502171-4-8.
- Von Silbertal nach Sobibor. Über Josef Vallaster und den Nationalsozialismus im Montafon (= Schriftenreihe der Rheticus Gesellschaft, Band 48), Rheticus, Feldkirch 2008, ISBN 978-3-902601-07-0.
- mit Kurt Bereuter, Andreas Hammerer: Nationalsozialismus im Bregenzerwald. Unter besonderer Berücksichtigung der NS-<Euthanasie> im Bregenzerwald, Kulturforum Bregenzerwald, Alberschwende 2008, ISBN 978-3-9502633-0-5.[3]

## Herausgeber von Quellen zur Geschichte Vorarlbergs
- NS-Herrschaft am Land. Die Jahre 1938 bis 1945 in den Selbstdarstellungen der Vorarlberger Gemeinden des Bezirkes Bregenz. Quellen zur Geschichte Vorarlbergs 1, Roderer Verlag, Regensburg 1999, ISBN 3-89783-054-X.
- Nationalsozialismus und Kriegsende 1945 in den Vorarlberger Gemeinden des Bezirks Bludenz. Quellen zur Geschichte Vorarlbergs 2, Roderer Verlag, Regensburg 2001, ISBN 3-89783-211-9.
- Nationalsozialismus - Demokratischer Wiederaufbau. Lage- und Stimmungsberichte aus den Vorarlberger Gemeinden des Bezirks Feldkirch im Jahre 1945. Quellen zur Geschichte Vorarlbergs 3, Roderer Verlag, Regensburg 2001, ISBN 3-89783-270-4.
- Befreiung und Restauration. Die Protokolle des Vorarlberger Landesausschusses aus dem Jahr 1945. Quellen zur Geschichte Vorarlbergs 6, Roderer Verlag, Regensburg 2005, ISBN 3-89783-480-4.